# 蝠鱝蟲屬
灼色蝠鱝蟲（學名：Mobulavermis adustus）是蝠鱝蟲屬（學名：Mobulavermis）唯一個物種，也是模式種。屬於節肢動物門、恐蝦綱、宣揚爪蟲科底下的一個種。蝠鱝蟲是首個被發現生活在寒武纪第四期美國中部的葉足動物。牠是目前發現過最多且最大扇鰭的恐蝦綱物種。關係與宣揚爪蟲與猶他王蟲非常接近。

## 發現

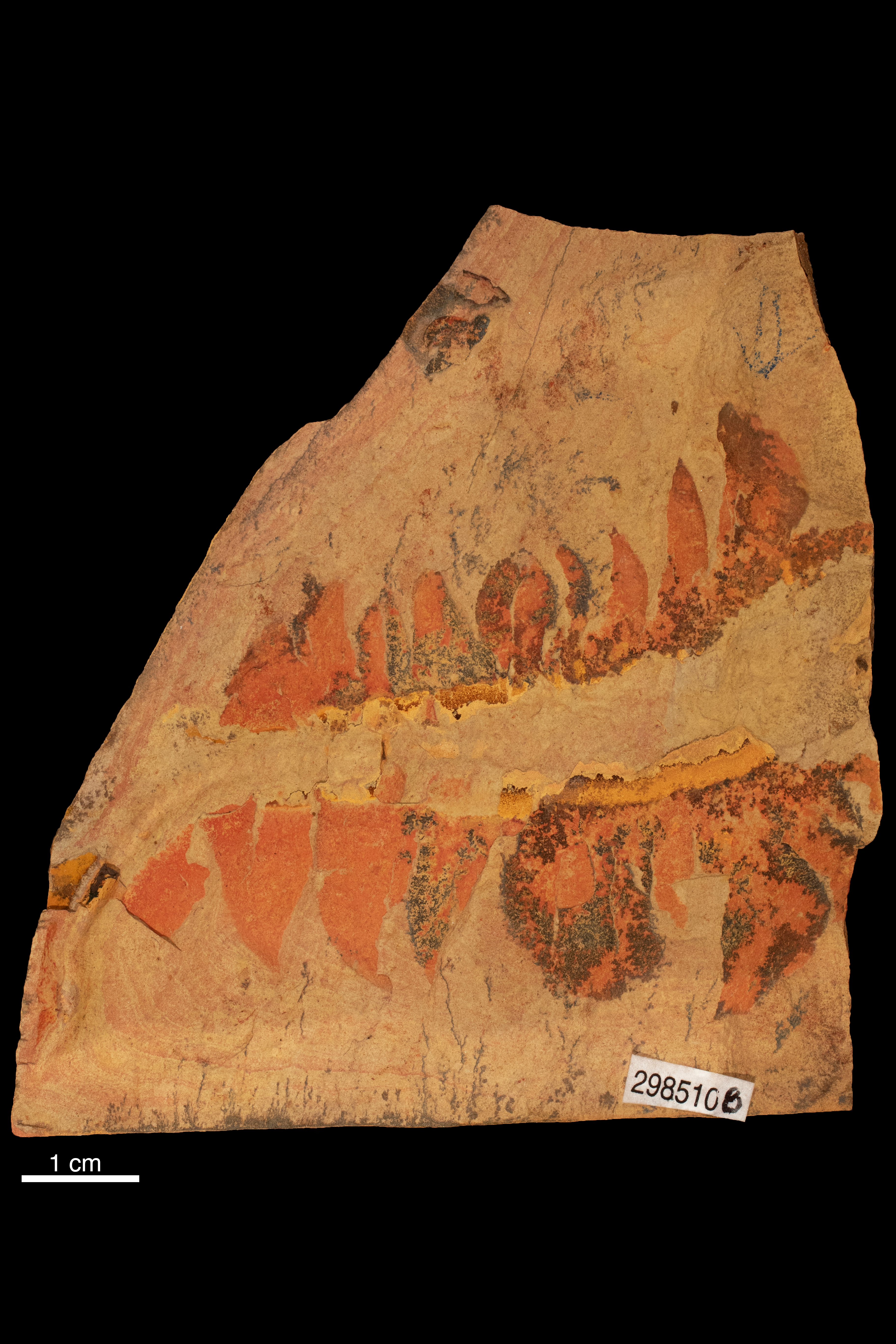
蝠鱝蟲的化石標本照片。

蝠鱝蟲的化石在美國內華達州林肯縣（Lincoln County）皮奧什頁岩（Pioche Shale）綜金屬地層（Combined Metals）的皮奧什組（Pioche Formation）發現。目前發現兩個標本，KUMIP 298510（正模標本）和KUMIP 29851（副模標本）。標本呈為深紅色、橘色和黃色，因為化石含高濃度的赤鐵礦。這兩個標本目前存放在美國堪薩斯州勞倫斯堪薩斯大學附屬的生物多樣性研究所（University of Kansas Biodiversity Institute，簡稱KUMIP）。

## 命名
蝠鱝蟲的屬名Mobulavermis，由拉丁文的「Mobula」和「vermis」組成；「Mobula」是蝠鱝的學名，因為蝠鱝蟲的扇鰭（flap）和尾刺外觀像蝠鱝兩側的胸鰭和尾棘；「vermis」是蟲的意思。種小名的「adustus」是燒焦 、燒紅或曬傷的意思，原意為化石中的黃色、紅色和黑色等，凸顯的顏色；標本發現所在地很乾旱。

## 描述
全身長未知，但是化石保存的部分長大約80.6毫米，最寬之處寬11毫米。化石保存了一點蝠鱝蟲的環紋表皮。目前最多可推測出到11至12對的扇鰭（恐蝦綱物種專用於游泳的扇葉構造），但是許多部份仍保存不佳。扇鰭整體寬平，表面光滑，代表蝠鱝蟲的扇鰭底下可能有巨大的葉足（lobopod）。扇鰭前緣與身體垂直，延伸到向外突出的曲線，但是在化石上經常保存不清。無法完整量出最長的扇鰭，但可觀測出保存到部分最長約19.1毫米。最大的扇鰭表面有皺紋的痕跡，與猶他王蟲和宣揚爪蟲非常類似。化石中的消化道呈橘色，中止在尾刺，也就是最後一對扇鰭。

## 分类

### 歷史
2003，布魯斯·S·利伯曼（Bruce S. Lieberman）挖掘到化石標本（KUMIP 298510），並將其發表。當時鑑定為未保存頭部的奇蝦科身體化石。2022年，魯迪·勒羅西-奧布里爾（Rudy Lerosey-Aubril）和哈維爾·奧爾特加-赫南德茲（Javier Ortega-Hernández）將其認定為無法確定的放射齒目物種。

### 系統發生樹
在McCall (2023)的系统发育分析中，蝠鲼虫被放在在“具鳃叶足动物”（Utahnax和Kerygmachela）中。该论文还发现“具鳃叶足动物”中存在一个单系群：宣扬爪虫科——该分支也在这篇论文中正式提出。尽管它曾经被非正式地用来指代该类群，而不是作为已确定的分支名称。 此前，有人认为，宣扬爪虫和犹他王虫的游动叶可能是来源于其祖先，行走的叶足类动物的叶足扁平化而成，相对射齿目、欧巴宾虫科和厌恶虫来说，它们是独立演化出游动叶的。对一种明显缺乏叶状足的新宣扬爪虫类动物的描述似乎证实了这一假设。以下系统发生树代表50%多数规则共识树的系统发育结果。